# بیاو ووگ (شهرستان پیاسچنو)
بیاو ووگ (شهرستان پیاسچنو) (به لهستانی:  Biały Ług) یک روستا در لهستان است که در گمینا پراژموو واقع شده‌است.